# Kiciny
Kiciny – wieś w Polsce położona w województwie mazowieckim, w powiecie wyszkowskim, w gminie Zabrodzie. Ma status sołectwa.
W latach 1975–1998 miejscowość administracyjnie należała do województwa ostrołęckiego.
Wieś jest siedzibą rzymskokatolickiej parafii Najświętszej Maryi Panny Królowej Pokoju należącej do dekanatu jadowskiego diecezji warszawsko praskiej.